# Peugeot Tipo 3
O Peugeot Tipo 3, foi o segundo modelo de automóvel fabricado por Armand Peugeot, fundador da Peugeot entre 1891 e 1894.

## Histórico
O Peugeot Tipo 3, foi o segundo projeto da Peugeot a utilizar o motor Daimler fabricado sob licença na França pela Panhard & Levassor. A introdução do Tipo 3, encerrou definitivamente a associação entre Armand Peugeot e Léon Serpollet, para a fabricação de triciclos utilizando motores a vapor.
Em 5 de fevereiro de 1889, a viúva de Edouard Sarazin, Louise Sarazin, firmou um contrato com Gottlieb Daimler pelo qual ele receberia 12% do preço de venda de cada motor produzido sob licença, e ela por sua vez, cedeu esses direitos à Panhard & Levassor por 20%, ficando portanto com 8% do valor de venda para ela própria.
Logo em seguida, Armand conseguiu estabelecer um acordo para que a Panhard fornecesse os motores Daimler para seus veículos, procedimento que teve início de forma incipiente com o Peugeot Tipo 2 e prosseguiu de forma regular com o Tipo 3. A produção do teve início nas instalações de Valentigney em 1891, e continuou até 1894, tendo sido produzidas 64 unidades do Tipo 3.
Por motivos promocionais e também para provar sua resistência e performance, o Tipo 3 foi inscrito na famosa corrida de bicicletas Paris–Brest–Paris, organizada pelo Le Petit Journal em setembro de 1891. Seus pilotos: Auguste Doriot e Louis Rigoulot  cobriram 200 km no primeiro dia e 160 km no segundo, mas em seguida perderam 24 horas quando uma engrenagem falhou perto de Morlaix. Depois de efetuar os reparos usando recursos locais (ferramentas de sapateiro), eles chegaram à Brest depois do anoitecer, onde foram recebidos por uma grande plateia e o representante local das bicicletas Peugeot. Apesar de ter tido um desempenho pior que o dos ciclistas, que eram muito mais velozes naquela época, o Tipo 3  cobriu 14.710 km sem maiores problemas, a maior distância percorrida por um veículo movido à gasolina até então. Com isso, a imprensa considerou o Tipo 3 um sucesso imediato.

## Características

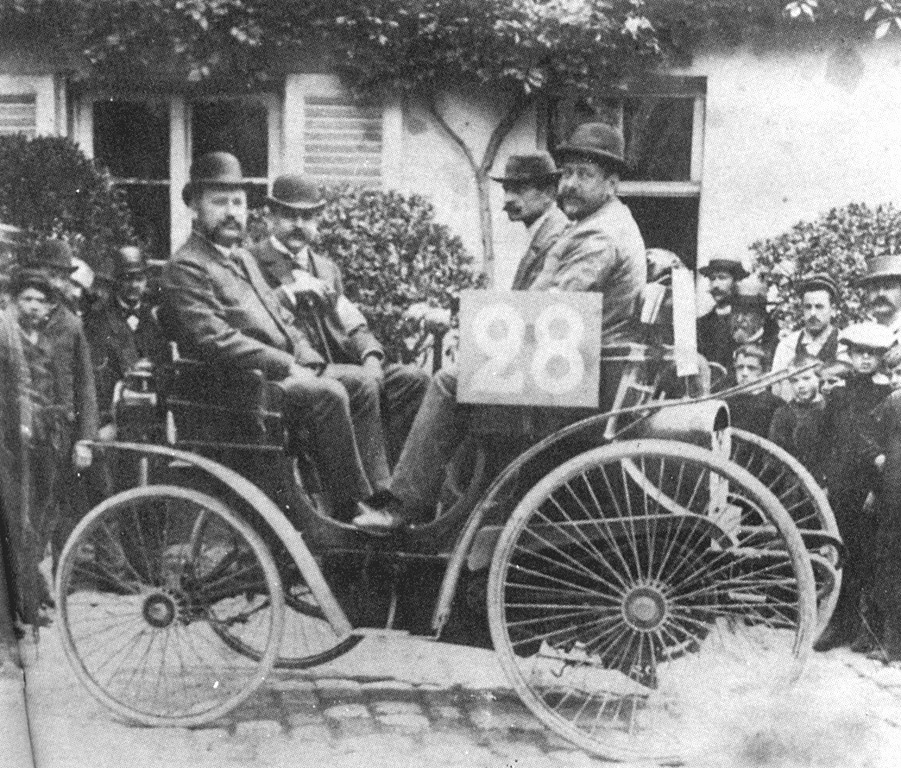
O Peugeot Tipo 3 na Paris-Rouen em 1894.

O pequeno motor Daimler foi colocado no quadriciclo Tipo 3, um veículo de quatro lugares com assentos voltados para dentro (vis-à-vis). Com apenas 565 cc o motor de dois cilindros em "V" foi montado na traseira, e com seus 2 hp impulsionava o veículo a 18 km/h. A transmissão era por corrente dentada, e diferente do Tipo 2, que usava um guidom, o Tipo 3 usava uma haste vertical com duas manetes na extremidade superior para controlar a direção do veículo.

## O primeiro da Itália
O Tipo 3 foi o primeiro automóvel a circular na Itália. Encomendado em 30 de agosto de 1892, foi entregue em 2 de janeiro de 1893 à Gaetano Rossi membro de uma importante família de industriais italiana, residente em Piovene Rocchette, região do Vêneto, província de Vicenza. Adquirido por 5.567,25 francos. Esse carro, ostentava o chassi: n° 25 e o motor Daimler n° 124.